# Construïm el nou cicle
Construïm el nou cicle és un manifest signat per més de 50 personalitats vinculades als moviments socials, el món de la cultura i la lluita internacionalista de suport a la Candidatura d'Unitat Popular a les eleccions al Parlament de Catalunya de 2021.
El manifest defensa que «sense sobirania no hi ha independència», i que «sense unes condicions mínimes de vida garantides no hi ha llibertat». El text reconeix «les limitacions de la política institucional» i la necessitat de canviar-la si les «aspiracions socials i democràtiques de la societat no tenen cabuda». En aquesta línia, el manifest aposta fermament per «aquelles que s'han demostrat capaces de plantar-se i combatre tot allò que atempta contra la vida de la majoria». El document també aposta pel «feminisme com a recepta necessària» i l'ecologisme «com a horitzó per poder imaginar el món de demà».

## Signants
Entre els signants s'inclouen personalitats destacades catalanes, com l'advocada Carla Vall, l'antropòleg José Mansilla, els activistes Dolors Serra, Joana Serra, Margalida Ramis, Xapo Ortega i Baltasar Picornell, els escriptors David Caño, Martí Sales, Narcís Comadira, Dolors Oller, Ingrid Guardiola, Laura Huerga i Bel Olid, els actors Enric Auquer i Estel Solé, i els músics Tomàs de los Santos, Alguer Miquel i Queralt Lahoz, o els germans Júlia i Pau Serrasolsas.
El manifest també compta amb el suport d'acadèmics i activistes internacionals com Fermin Muguruza, Jodi Dean, Ramón Grosfoguel, Houria Bouteldja, Vijay Prashad, Ainhoa Etxaide, Tommy McKearney, Pastora Filigrana, Olivier Peter, Joseba Alvarez, Bernadette Devlin McAliskey, Eamonn McCann, Costas Lapavitsas, i dos dels joves condemnats en el Cas Altsasu, entre d'altres.